# 服育
服育（ふくいく）とは、主に衣服に関連する事項を通して、TPO・マナーなどの社会性、環境問題、健康・安全、国際性・文化等に対する理解を深めさせ、子どもの生きる力を育てようという取り組み。2004年に大阪の繊維専門商社チクマが提唱し、日本の教育関係者の一部に広がっている。
課題の例として、衣服のTPOや服装マナー（社会性の向上）、衣服の3R（リデュース・リユース・リサイクル）や、クールビズ・ウォームビズ等（環境問題）、衣服の防護機能（健康・安全）、地域ごとの衣服文化（国際性・文化理解）が挙げられている。